# Huperzia squarrosa
Huperzia squarrosa (G.Forst.) Trevis. è una pianta della famiglia delle Lycopodiaceae.